# Tractat de Berlín (1878)

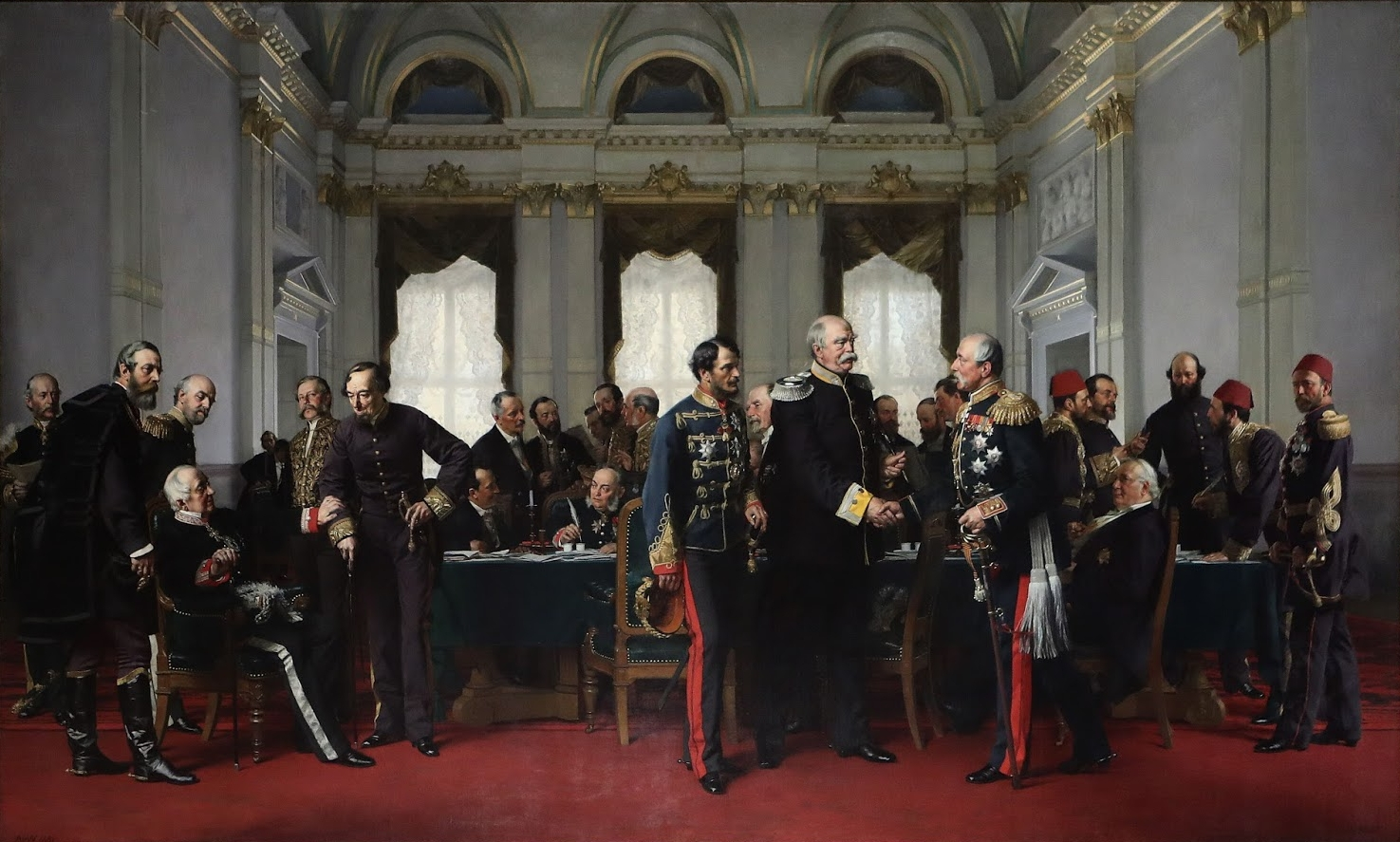
Congrés de Berlín - Anton von Werner

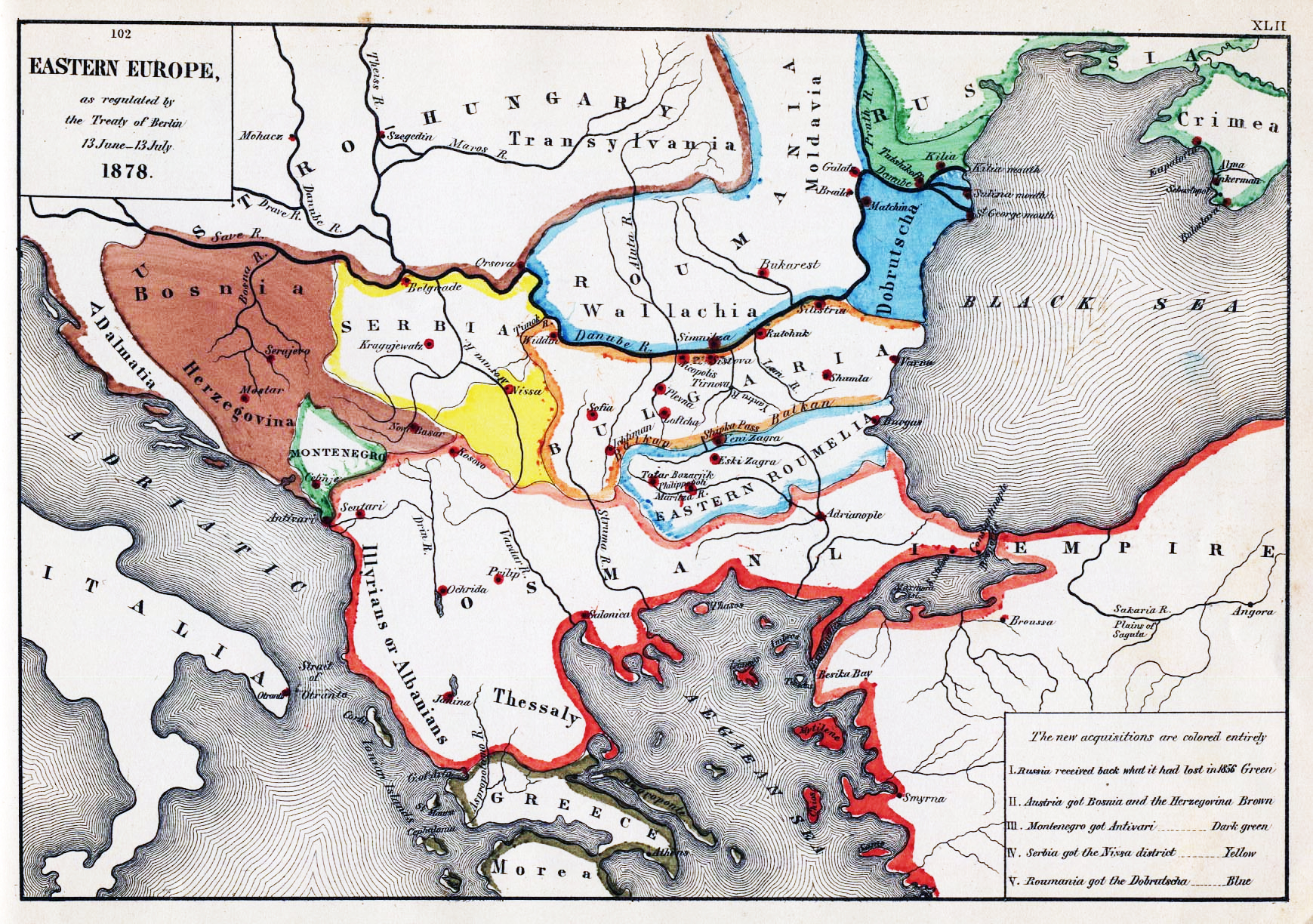
Europa sud-oriental després del Congrés de Berlín

El Tractat de Berlín fou l'acte final del Congrés de Berlín (13 de juny-13 de juliol de 1878), pel qual el Regne Unit, Àustria-Hongria, França, l'imperi Alemany, Itàlia, l'imperi Rus i l'Imperi Otomà sota el soldà Hamid revisaren el Tractat de Santo Stefano signat el 3 de març del mateix any.
El tractat reconeix la plena independència dels principats de Sèrbia, Montenegro i Romania, i l'autonomia de Bulgària, que romania encara de manera formal sota el jou de l'Imperi Otomà i que fou dividida entre el Principat de Bulgària i la província autònoma de Rumèlia Oriental, el que va frustrar els plans russos de crear una «Gran Bulgària» aliada de Rússia. La província otomana de Bòsnia i Hercegovina i el Sanjak de Novi Pazar foren posats sota ocupació militar austrohongaresa, encara que formalment encara pertanyia a l'Imperi Otomà.
Els tres nous estats independents es proclamaren regnes (Romania el 1881, Sèrbia el 1882 i Montenegro el 1910), mentre Bulgària no proclamaria la plena independència fins al 1908 després d'annexar-se la Rumèlia Oriental el 1885. Àustria-Hongria s'annexà Bòsnia el 1908, provocant la crisi europea més gran.
El Tractat de Berlín acordà un estatut legal especial per a alguns grups religiosos; també va servir com a model per al sistema de minories que serà establit més tard en el marc de la Lliga de Nacions.
El Tractat també va proposar vagament una rectificació de fronteres entre Grècia i l'Imperi Otomà que es va dur a terme després d'intenses negociacions el 1881 amb la cessió de Tessàlia a Grècia.